# Hassan Dahir Aweys
Hassan Dahir Aweys, född 1945, är en somalisk schejk som under 2006 var ledare för Islamiska domstolarnas förbunds shuraråd. Aweys, som betraktas som en av rådets mer radikala ledare, blev senare en av de ledande personerna i Alliansen för återbefrielse av Somalia. I juni 2008 undertecknade alliansen ett fredsavtal med Somalias övergångsregering. Aweys motsatte sig avtalet och utropade sig själv till ny ledare för alliansen.
Aweys förespråkar sharialagstiftning och ledde några tusen av de milissoldater som i juni 2006 intog Somalias huvudstad Mogadishu.
Aweys var överste i den somaliska armén under Ogadenkonflikten 1977. Under 1990-talet ledde han gruppen Islamisk enighet, som anklagats som ansvariga för bombattackerna mot USA:s ambassader i Kenya och Tanzania 1998.